# Margarita Douglas
Margaret Douglas, Condesa de Lennox  (Northumberland, 8 de octubre de 1515-Hackney, 9 de marzo de 1578), hija de Margarita Tudor, princesa de Inglaterra (hija de Enrique VII de Inglaterra) y de su segundo marido Archibald Douglas, VI conde de Angus. Era por lo tanto, sobrina de Enrique VIII de Inglaterra y prima-hermana en primer grado de María I de Inglaterra e Isabel I de Inglaterra.

## Sucesión
Su madre fue casada en primeras nupcias con Jacobo IV de Escocia y por lo tanto su medio hermano era Jacobo V de Escocia, padre de María I de Escocia.
Su tío, Enrique VIII, en su testamento le dio preferencia, en el caso de que sus hijos Eduardo, María e Isabel murieran sin herederos, a los hijos de su hermana menor María Tudor, duquesa de Suffolk, por sobre los hijos de su hermana Margarita, debido a la relación de ésta con la Corona escocesa. De esta forma ponía impedimentos para que la Corona inglesa recayera sobre una cabeza extranjera.

## Matrimonio
En julio de 1544 Margarita se casó con Mateo Estuardo, IV conde de Lennox, del matrimonio nacieron:
- Enrique Estuardo, Lord Darnley (1546-1567).
- Carlos Estuardo, Conde de Lennox (1555-1576), casado con Isabel Cavendish (hija de Bess de Hardwick, antepasada de los duques de Devonshire y guardiana de María I de Escocia), con quien tiene a una hija: Arabella Estuardo.

## Matrimonio entre Darnley y María Estuardo

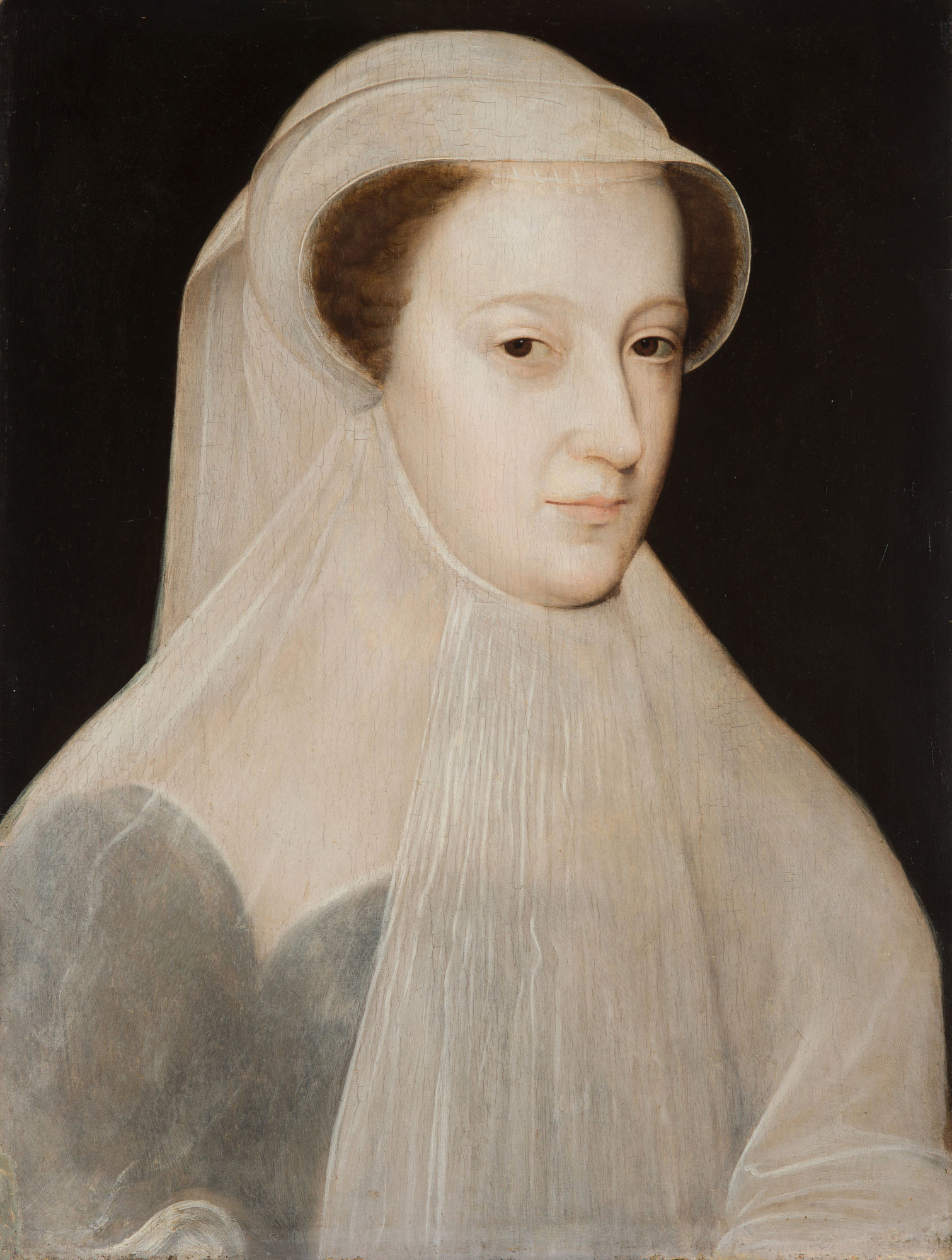
Retrato de María Estuardo.

Su hijo Enrique nació en Inglaterra, por lo tanto no estaba excluido del testamento de Enrique VIII. Al ser católico, Margarita pensó en casarlo con su prima María Estuardo de Escocia, quien a su vez aspiraba que su prima Isabel I la nombrara su heredera, dejando de lado el testamento de su padre.
El mundo católico consideraba a la reina de Escocia como reina de Inglaterra al morir María I, y no así a la protestante Isabel.
En 1560, cuando María Estuardo quedó viuda de su primer marido Francisco II de Francia, Margarita le envió a su hijo para que los jóvenes se conocieran.
En 1565 se realizó el matrimonio el que no fue aprobado por la reina Isabel, debido al reforzamiento que este significaba para su prima y rival de Escocia como pretendiente a su trono. Al no tener la venia de la reina, el matrimonio es declarado un acto subversivo y Margarita es recluida en la Torre de Londres hasta nuevo aviso.
En vano fueron las cartas enviadas por la nuera a los diplomáticos y a la misma reina para lograr su liberación.

## Muerte de Enrique

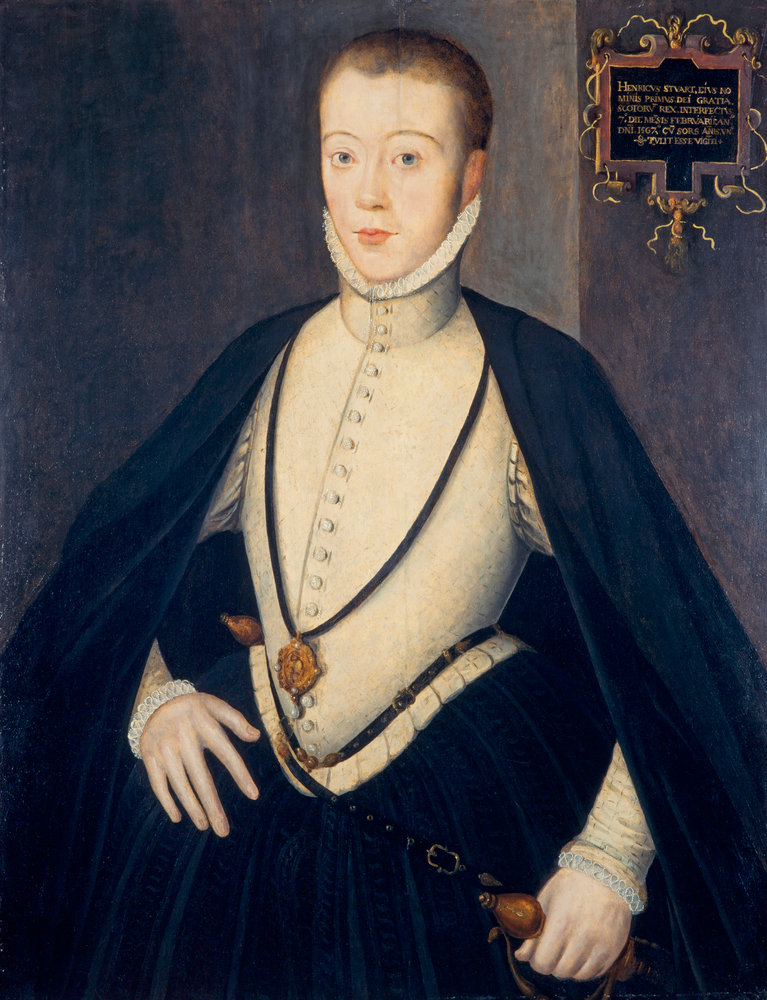
Enrique Estuardo.

También en Escocia el matrimonio entre María y su primo fue visto con malos ojos, principalmente por Jacobo Estuardo, I conde de Moray, medio hermano de María. Los opositores a la unión de la que ya había nacido un hijo (Jacobo VI de Escocia y I de Inglaterra) asesinaron a su propio rey el 10 de febrero de 1567.
Del homicidio fue incluso acusada su esposa, quien fue puesta en prisión. De momento, fue nombrado rey de Escocia el pequeño Jacobo con el nombre de Jacobo VI.
Margarita, quien en un principio responsabilizó a su nuera por la muerte de Enrique, se reconcilió con ella para que el niño fuera llevado a Inglaterra para ser educado ahí. El proyecto, sin embargo, nunca se llevó a cabo y Jacobo creció en Escocia bajo la regencia de su tío Moray.

## Nuevamente en prisión
Una vez liberada, Margarita fue encarcelada nuevamente, esta vez junto a su consuegra Bess de Hardwick, acusadas por la reina Isabel de proyectar un nuevo matrimonio, esta vez entre sus respectivos hijos Carlos Estuardo e Isabel Cavendish, sin su consentimiento. 
En 1576 pierde también a su hijo Carlos, Conde de Lennox. Ella y Bess buscaron inútilmente de obtener el título de Lennox para la pequeña hija de este.

## Muerte
Margarita murió el año 1578. María Estuardo, prisionera en Inglaterra durante 19 años antes de ser ajusticiada en 1587, trató de conseguirle a la pequeña Arabella las joyas de su abuela, pero fue inútil.
Jacobo, a la muerte de Isabel I en 1603 unió los reinos de Inglaterra y Escocia bajo su corona.

## Ancestros
|  |                                               |  |  |  |  |  |  |  |  |  |  |  |  |  |  |  |
|  | 16. Sir George Douglas, IV Duque de Angus*    |  |  |  |  |  |  |  |  |  |  |  |  |  |  |  |
|  |                                               |  |  |  |  |  |  |  |  |  |  |  |  |  |  |  |
|  |                                               |  |  |  |  |  |  |  |  |  |  |  |  |  |  |  |
|  | 8. Archibald Douglas, V Condé de Angus        |  |  |  |  |  |  |  |  |  |  |  |  |  |  |  |
|  |                                               |  |  |  |  |  |  |  |  |  |  |  |  |  |  |  |
|  |                                               |  |  |  |  |  |  |  |  |  |  |  |  |  |  |  |
|  | 17. Duquesa Isabel Sibbald                    |  |  |  |  |  |  |  |  |  |  |  |  |  |  |  |
|  |                                               |  |  |  |  |  |  |  |  |  |  |  |  |  |  |  |
|  |                                               |  |  |  |  |  |  |  |  |  |  |  |  |  |  |  |
|  | 4. George Douglas, Señor de Angus             |  |  |  |  |  |  |  |  |  |  |  |  |  |  |  |
|  |                                               |  |  |  |  |  |  |  |  |  |  |  |  |  |  |  |
|  |                                               |  |  |  |  |  |  |  |  |  |  |  |  |  |  |  |
|  | 18. Robert Boyd, I Señor Boyd                 |  |  |  |  |  |  |  |  |  |  |  |  |  |  |  |
|  |                                               |  |  |  |  |  |  |  |  |  |  |  |  |  |  |  |
|  |                                               |  |  |  |  |  |  |  |  |  |  |  |  |  |  |  |
|  | 9. Condesa Elizabeth Boyd                     |  |  |  |  |  |  |  |  |  |  |  |  |  |  |  |
|  |                                               |  |  |  |  |  |  |  |  |  |  |  |  |  |  |  |
|  |                                               |  |  |  |  |  |  |  |  |  |  |  |  |  |  |  |
|  | 19. Lady Mariota Maxwell                      |  |  |  |  |  |  |  |  |  |  |  |  |  |  |  |
|  |                                               |  |  |  |  |  |  |  |  |  |  |  |  |  |  |  |
|  |                                               |  |  |  |  |  |  |  |  |  |  |  |  |  |  |  |
|  | 2. Archibald Douglas, VI conde de Angus       |  |  |  |  |  |  |  |  |  |  |  |  |  |  |  |
|  |                                               |  |  |  |  |  |  |  |  |  |  |  |  |  |  |  |
|  |                                               |  |  |  |  |  |  |  |  |  |  |  |  |  |  |  |
|  | 20. Sir Malcolm Drummond                      |  |  |  |  |  |  |  |  |  |  |  |  |  |  |  |
|  |                                               |  |  |  |  |  |  |  |  |  |  |  |  |  |  |  |
|  |                                               |  |  |  |  |  |  |  |  |  |  |  |  |  |  |  |
|  | 10. John Drummond, I Lord de Drummond         |  |  |  |  |  |  |  |  |  |  |  |  |  |  |  |
|  |                                               |  |  |  |  |  |  |  |  |  |  |  |  |  |  |  |
|  |                                               |  |  |  |  |  |  |  |  |  |  |  |  |  |  |  |
|  | 21. Lady Mariota Murray                       |  |  |  |  |  |  |  |  |  |  |  |  |  |  |  |
|  |                                               |  |  |  |  |  |  |  |  |  |  |  |  |  |  |  |
|  |                                               |  |  |  |  |  |  |  |  |  |  |  |  |  |  |  |
|  | 5. Lady Isabel Drummond                       |  |  |  |  |  |  |  |  |  |  |  |  |  |  |  |
|  |                                               |  |  |  |  |  |  |  |  |  |  |  |  |  |  |  |
|  |                                               |  |  |  |  |  |  |  |  |  |  |  |  |  |  |  |
|  | 22. Alexander Lindsay, IV Duque de Crawford * |  |  |  |  |  |  |  |  |  |  |  |  |  |  |  |
|  |                                               |  |  |  |  |  |  |  |  |  |  |  |  |  |  |  |
|  |                                               |  |  |  |  |  |  |  |  |  |  |  |  |  |  |  |
|  | 11. Lady Elizabeth Lindsay                    |  |  |  |  |  |  |  |  |  |  |  |  |  |  |  |
|  |                                               |  |  |  |  |  |  |  |  |  |  |  |  |  |  |  |
|  |                                               |  |  |  |  |  |  |  |  |  |  |  |  |  |  |  |
|  | 23. Margaret Dunbar                           |  |  |  |  |  |  |  |  |  |  |  |  |  |  |  |
|  |                                               |  |  |  |  |  |  |  |  |  |  |  |  |  |  |  |
|  |                                               |  |  |  |  |  |  |  |  |  |  |  |  |  |  |  |
|  | 1. Margarita Douglas                          |  |  |  |  |  |  |  |  |  |  |  |  |  |  |  |
|  |                                               |  |  |  |  |  |  |  |  |  |  |  |  |  |  |  |
|  |                                               |  |  |  |  |  |  |  |  |  |  |  |  |  |  |  |
|  | 24. Conde Owen Tudor                          |  |  |  |  |  |  |  |  |  |  |  |  |  |  |  |
|  |                                               |  |  |  |  |  |  |  |  |  |  |  |  |  |  |  |
|  |                                               |  |  |  |  |  |  |  |  |  |  |  |  |  |  |  |
|  | 12. Edmundo Tudor, I Conde de Richmond        |  |  |  |  |  |  |  |  |  |  |  |  |  |  |  |
|  |                                               |  |  |  |  |  |  |  |  |  |  |  |  |  |  |  |
|  |                                               |  |  |  |  |  |  |  |  |  |  |  |  |  |  |  |
|  | 25. Reina Catalina de Valois                  |  |  |  |  |  |  |  |  |  |  |  |  |  |  |  |
|  |                                               |  |  |  |  |  |  |  |  |  |  |  |  |  |  |  |
|  |                                               |  |  |  |  |  |  |  |  |  |  |  |  |  |  |  |
|  | 6. Rey Enrique VII Tudor de Inglaterra        |  |  |  |  |  |  |  |  |  |  |  |  |  |  |  |
|  |                                               |  |  |  |  |  |  |  |  |  |  |  |  |  |  |  |
|  |                                               |  |  |  |  |  |  |  |  |  |  |  |  |  |  |  |
|  | 26. Conde Juan Beaufort                       |  |  |  |  |  |  |  |  |  |  |  |  |  |  |  |
|  |                                               |  |  |  |  |  |  |  |  |  |  |  |  |  |  |  |
|  |                                               |  |  |  |  |  |  |  |  |  |  |  |  |  |  |  |
|  | 13. Lady Margarita Beaufort                   |  |  |  |  |  |  |  |  |  |  |  |  |  |  |  |
|  |                                               |  |  |  |  |  |  |  |  |  |  |  |  |  |  |  |
|  |                                               |  |  |  |  |  |  |  |  |  |  |  |  |  |  |  |
|  | 27. Margarita Beauchamp de Bletso             |  |  |  |  |  |  |  |  |  |  |  |  |  |  |  |
|  |                                               |  |  |  |  |  |  |  |  |  |  |  |  |  |  |  |
|  |                                               |  |  |  |  |  |  |  |  |  |  |  |  |  |  |  |
|  | 3. princesa Margarita Tudor de Inglaterra     |  |  |  |  |  |  |  |  |  |  |  |  |  |  |  |
|  |                                               |  |  |  |  |  |  |  |  |  |  |  |  |  |  |  |
|  |                                               |  |  |  |  |  |  |  |  |  |  |  |  |  |  |  |
|  | 28. Duque Ricardo de York                     |  |  |  |  |  |  |  |  |  |  |  |  |  |  |  |
|  |                                               |  |  |  |  |  |  |  |  |  |  |  |  |  |  |  |
|  |                                               |  |  |  |  |  |  |  |  |  |  |  |  |  |  |  |
|  | 14. Rey Eduardo IV de Inglaterra              |  |  |  |  |  |  |  |  |  |  |  |  |  |  |  |
|  |                                               |  |  |  |  |  |  |  |  |  |  |  |  |  |  |  |
|  |                                               |  |  |  |  |  |  |  |  |  |  |  |  |  |  |  |
|  | 29. Cecilia Neville                           |  |  |  |  |  |  |  |  |  |  |  |  |  |  |  |
|  |                                               |  |  |  |  |  |  |  |  |  |  |  |  |  |  |  |
|  |                                               |  |  |  |  |  |  |  |  |  |  |  |  |  |  |  |
|  | 7. Princesa Isabel de York                    |  |  |  |  |  |  |  |  |  |  |  |  |  |  |  |
|  |                                               |  |  |  |  |  |  |  |  |  |  |  |  |  |  |  |
|  |                                               |  |  |  |  |  |  |  |  |  |  |  |  |  |  |  |
|  | 30. Ricardo Woodville                         |  |  |  |  |  |  |  |  |  |  |  |  |  |  |  |
|  |                                               |  |  |  |  |  |  |  |  |  |  |  |  |  |  |  |
|  |                                               |  |  |  |  |  |  |  |  |  |  |  |  |  |  |  |
|  | 15. Reina Isabel Woodville                    |  |  |  |  |  |  |  |  |  |  |  |  |  |  |  |
|  |                                               |  |  |  |  |  |  |  |  |  |  |  |  |  |  |  |
|  |                                               |  |  |  |  |  |  |  |  |  |  |  |  |  |  |  |
|  | 31. Jacquetta de Luxemburgo                   |  |  |  |  |  |  |  |  |  |  |  |  |  |  |  |
|  |                                               |  |  |  |  |  |  |  |  |  |  |  |  |  |  |  |
|  |                                               |  |  |  |  |  |  |  |  |  |  |  |  |  |  |  |